# Langton (ville)
Pour les articles homonymes, voir Langton.
Langton est une ville fictive des États-Unis créée par Hermann, dessinateur et scénariste de bande dessinée et utilisée dans sa série Jeremiah. Les deux héros de la série, Jeremiah et Kurdy y reviennent régulièrement pour retrouver la Tante Martha et son compagnon. On peut y voir une évolution positive de la ville : des transports urbains s'y recréent tandis que tante Martha et son compagnon agrandissent petit à petit leur maison, montrant par là que le monde de Jeremiah n'est pas uniquement dévolu au chaos.